# Monte Cimolo
Il monte Cimolo è una montagna della valle Intrasca, che raggiunge un'altezza pari a 961 m. s.l.m. Si trova nel territorio dei comuni di Bee, Vignone e di Premeno.

## Descrizione

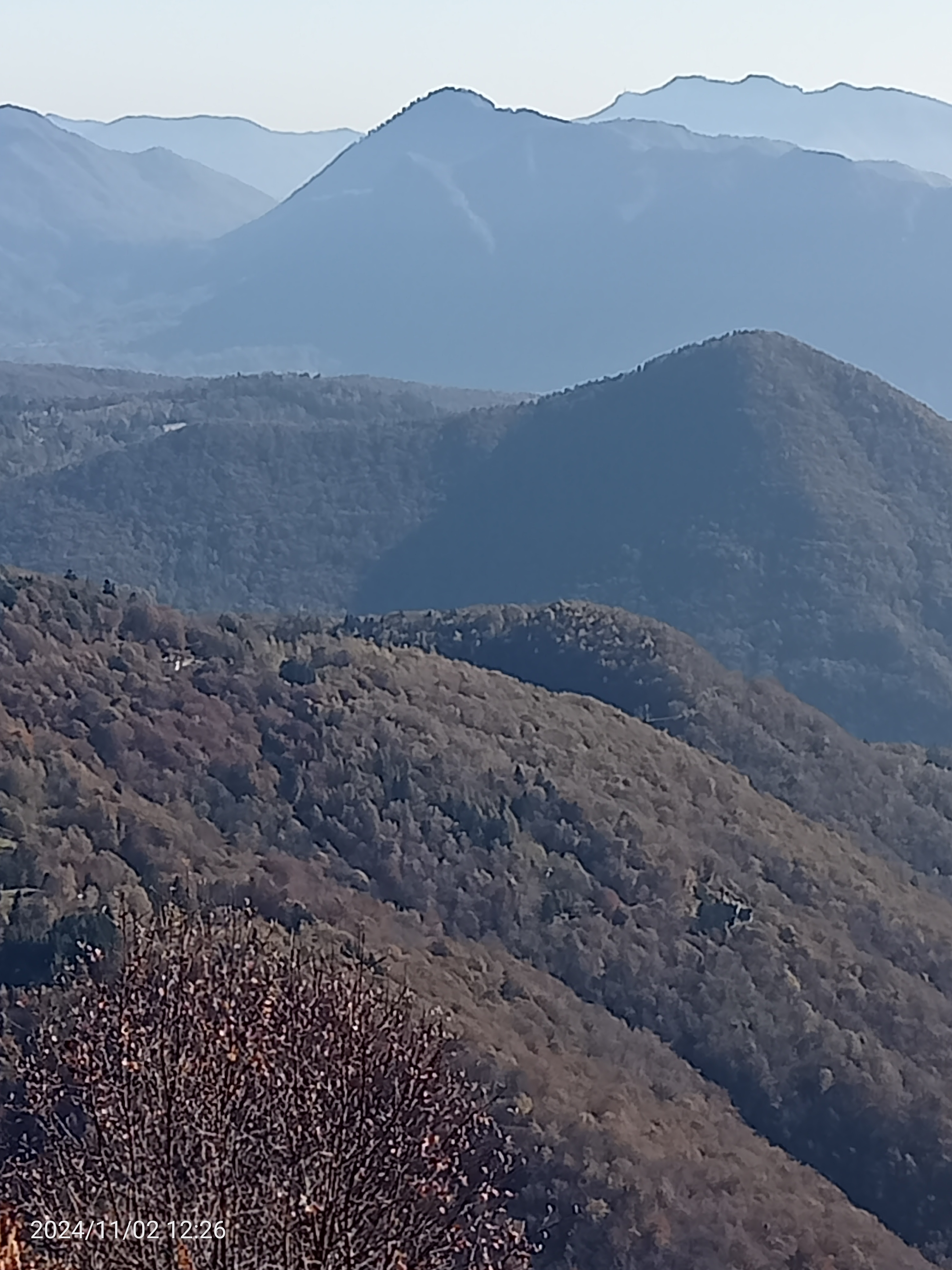
La cresta del monte Cimolo: si notano i due coni vulcanici originari

Il monte, noto come "la sentinella del lago" a causa della sua posizione a ridosso del lago Maggiore, è di origine vulcanica, contraddistinto da 2 cime principali.